# Kõpu kommun
Kõpu vald är en kommun i Estland.   Den ligger i landskapet Viljandimaa, i den sydvästra delen av landet, 120 km söder om huvudstaden Tallinn. Antalet invånare är 802. Arean är 259 kvadratkilometer.
Terrängen i Kõpu vald är platt.
Följande samhällen finns i Kõpu vald:
- Kõpu
- Halliste
- Supsi